# Орден Святой Марии Вифлеемской
Орден Святой Марии Вифлеемской (итал. Ordine di Santa Maria di Betlemme) — католический духовно-военный орден, созданный буллой «Veram semper et solidam» папы римского Пия II 19 января 1459 года.

### Полное название
Военный и Госпитальерский Орден Святой Марии Вифлеемской (итал. Ordo militaris ac hospitalarius de Sanctae Mariae de Bethlehem).

## Цели создания
- Защита острова Лемнос от турок-османов.
- Освобождение побережья Эгейского моря от турок-османов.

## Руководство и состав
Согласно булле «Magnae Devotionis Tuae» от 16 марта 1464 года первыми канцлером и великим магистром Ордена были граф Антонио Криспо ди Сира и принц Диамберто де Аморозо соответственно. На службе Ордена во время его пребывания на острове Лемнос состояло 132 рыцаря.

### Великие магистры
1. Диамберто де Амороза (1459—1482);
2. Джованни де Амороза деАрагона (1482—1519);
3. Франческо де Амороза деАрагона (1519—1542);
4. Джованни Аморозо д’Арагона (1542—1581);
5. Аминадо Аморозо д’Арагона (1581—1595);
6. Джованни Фердинандо Аморозо д’Арагона (1595—1620);
7. Карло Аугусто Аморозо д’Арагона (1620—1635);
8. Костанцо Витторио Аморозо д’Арагона (1635—1684);
9. Донато Альберто Аморозо д’Арагона (1684—1722);
10. Филиппо Аугусто Аморозо д’Арагона (1722—1744);
11. Кармине Маттиа Аморозо д’Арагона (1744—1762);
12. Иппацио Алессандро Аморозо д’Арагона (1762—1779);
13. Вито Никола Кармине Аморозо д’Арагона (1779—1821);
14. Феличе Вито Аморозо д’Арагона (1821—1881);
15. Сальваторе Аморозо д’Арагона (1881—1899);
16. Луиджи Чезарио Аморозо д’Арагона (1899—1931);
17. Пьетро Аморозо д’Арагона (1931—1959);
18. Луиджи Аморозо д’Арагона (1959—1996);
19. Анджело Мария Аморозо д’Арагона (1996 — настоящее время);

## История
1459 год прошёл для Ордена в боях с турками-османами. В 1464 году в совместных действиях с Венецианской республикой Ордену удалось укрепить свои позиции на Балканах и в течение 15 лет удерживать их. 25 января 1479 года Венецианская республика заключила с Османской империей мирный договор. В 1479 году рыцари Ордена потерпели поражение от турок-османов, которые в результате этой своей победы вытеснили Орден из Архипелага, и все оставшиеся в живых члены Ордена в 1484 году вернулись в Италию. Штаб-квартира Ордена расположилась в Неаполе.
Ещё 5 октября 1482 года не оставив потомства умер Диамберто де Аморозо, которого похоронили в церкви Св. Доминика.
Дальнейшая история Ордена не связана с антиосманской борьбой.